# Nethinius ruficeps
Nethinius ruficeps là một loài bọ cánh cứng trong họ Cerambycidae.